# 亨利·路易·勒夏特列
亨利·路易·勒夏特列（1850年10月8日—1936年9月17日），法国化学家、工程师，因提出化学平衡在外界条件影响下移动方向的勒夏特列原理为人熟知。他对合金和混凝土的科研工作推进了法国矿冶工业的发展，他的辛勤教学、课本撰写和对约西亚·吉布斯热力学著作的翻译促进了法国物理化学研究的发展。

## 生平
勒夏特列的外祖父是个建筑师，对改进水泥的性能有很大兴趣。勒夏特列的父亲路易·勒夏特列是法国化学家、矿冶工程师，曾发展了从铝土矿中生产铝的工业过程，当过法国矿务总监。还领导过在法国、西班牙和奥地利修建铁路，大力推进铁路运输的发展。勒夏特列有一个姐姐玛丽和四个弟弟路易（1853–1928）、阿尔弗雷德（1855–1929）、乔治（1857–1935）、安德烈（1861–1929）。母亲家教严格，勒夏特列小时候必须按时起床、完成功课和任务、吃光盘子里所有的食物。这影响他一生都严格遵守法律和规范。勒夏特列的父亲对他们影响非常深，勒夏特列还记得，著名化学家米歇尔·欧仁·谢弗勒尔（发现肌酸）和让-巴蒂斯特·杜马曾到他家作客，激起了他科技的热情。后来勒夏特列五兄弟全都选择了科学技术的职业。
1869年勒夏特列从罗兰学院（ Collège Rollin ）毕业后，进入巴黎综合理工学院学习。1870年9月普法战争中止了他的学习，跟其他该校的学生一样，勒夏特列被授予少尉（second lieutenant）军衔，后参加巴黎保卫战。战后的1871年勒夏特列退役归来，进入国立巴黎高等矿业学校专修矿冶工程学。课余时间还会去索邦大学和法兰西公学院听课，还常和父亲一起拜访化学家亨利·圣克莱尔·德维尔的实验室，受到他的影响。从矿业学院毕业后，他被派往阿尔及利亚执行任务，回国后他到贝桑松担任矿业工程师。
勒夏特列共有7个孩子，4个女孩3个男孩，其中有5个从事科学研究，有2个孩子先于勒夏特列去世。

## 职业生涯
1877年巴黎高等矿业学校邀请他当化学教授，筹建矿业学院的化学课程。勒夏特列感到很突然，因为他并没有做化学研究的打算，对教学和研究兴趣不大，在此前仅发表过几篇冶金学方面和地学方面的论文。这一事件，可能是由于勒夏特列在毕业考试中化学考试的成绩特别优秀，也可能是注重实际的院领导宁愿聘任一名有较多实践经验的非化学专业的人来当化学教授。勒夏特列为研究方向征询了德维尔的意见，德维尔说值得研究的方面太多，让他随意选一个。勒夏特列选择了他有过一些了解的混凝土和砂浆研究。他合成了水泥的主要组分硅酸二钙和硅酸三钙，对其和水的作用进行了研究。1887年勒夏特列完成了博士论文《砂浆组成的实验研究》。
为精确测定混凝土的水合温度和预防当时频发的矿山爆炸，他对热电偶进行了改进，提出热电偶的一根用铂，另一根用90%的铂和10%的铑的合金制成，两端用导线相接。一端受热时，即有一微弱电流通过导线，电流强度与温度成正比。他还利用刚发现的热体表面辐射和表面温度的关系—斯特藩-玻尔兹曼定律，发明了一种测量高温的光学高温计，可顺利地测定3000°C以上的高温。为研究混凝土发生各种反应时的热效应，他研究了化学热力学，总结出了著名的勒夏特列原理。
1895年他对乙炔进行了研究，发现氧气和乙炔混合物的火焰温度可以超过当时已知的任何火焰温度，这促使工业界发明了氧炔焰发生器，迄今还用于金属的切割和焊接。1898年勒夏特列担任了法兰西公学院的无机化学教授，随后战胜另一位法国化学家保羅·舒森伯格当选了无机化学系主任。之后的一段时间，他参与了对铁相变的研究，试图应用勒夏特列原理来解释。此时他注意到了美国物理化学家吉布斯的著作，将其翻译成法语，使得法国科学界了解了吉布斯的成果，使用相图等工具来解释铁碳合金的组成问题。1904年他创立了《冶金评论》（La revue de métallurgie），目的是让法国冶金的重要工作有个学术交流的平台，后成为冶金领域的核心刊物。
1901年勒夏特列试图在600°C、200atm、金属铁存在的条件下混合氮气和氢气制取氨。混合气体用空气压缩机充入到钢制的貝特洛反应釜，用铂制螺旋丝将混合气体和还原性的铁催化剂加热。結果系統发生爆炸，几乎使一名助手丧命。后来勒夏特列发现爆炸缘于设备之中的空气。许多著名的法国化学家如泰纳、德维尔乃至貝特洛自己都經歷過這種失败。不到五年之后，弗里茨·哈伯提出了哈柏法，成功实现了商业规模生产氨，并承认和感谢勒夏特列的失败的尝试加速了他们的研究。在勒夏特列生命接近终点的时候他写到：“我让合成氨的发现从我手边溜走了。这是我科研生涯中最大的疏忽。”
1907年勒夏特列到索邦大学任教，接任同年去世的亨利·莫瓦桑任无机化学系主任，引起轩然大波，因为巴黎大学理学院的教师们鄙视工程师，提出勒夏特列应聘的条件是先辞去矿业学院的职位。若此事发生在别人身上，不加理睬就完事了，可是勒夏特列却公开迎战。校长支持了他，并预言“不管他的背景如何，他将给巴黎大学带来荣誉”。事实完全证实了校长的预言。勒夏特列是一位鼓舞人心的教师：他备课细致入微，讲课时做大量演示实验，吸引了300多人来听课。他指导的研究生超过一打，却从来不在学生发表的研究署名，尽管他是这些研究的主要贡献者。
在巴黎大学，勒夏特列讲授的课程有：
- 燃烧现象（1898）
- 化学平衡、高温测量和离解现象（1898-1899）
- 合金的性质（1899-1900）
- 铁合金（1900-1901）
- 分析化学的一般方法（1901-1902）
- 分析化学的一般定律（1901-1902）
- 二氧化硅與相關化合物（1905-1906）
- 金属和合金的性质（1907）

经历四次失败竞选后，勒夏特列于1907年入选法国科学院，同年入选瑞典皇家科学院。1907年还兼任法国矿业部长。1913年当选英国皇家学会外籍院士，1916年获得戴维奖章。第一次世界大战中他为法国武装部工作。1919年退休，不再担任教授。
勒夏特列在晚年仍很忙碌，但也很幸福。1936年，勒夏特列跟他的妻子一起度过了结婚60周年纪念。他们有7个子女，34个孙子孙女，6个曾孙。1936年9月17日，勒夏特列带着对未来社会的美好愿望，于伊泽尔离开了人间。他在一篇文章里这样写道：我希望，我们不要过于欺骗我们自己，如果人类值得继续庆幸在19世纪发展了实验科学和大规模的工业生产，到20世纪里，应当为理解社会问题和公正的爱做出杰出贡献。

## 政治活动
当时的科学家和工程师对工业都有着科学的理想观点。在《冶金评论》（La revue de métallurgie）第一卷，勒夏特列就讨论了弗雷德里克·温斯洛·泰勒的科学管理理论，并于1928年发表了关于科学管理理论体系的“泰勒制”的著作，把泰勒革命性的工业管理模式介绍给法国工业界。
勒夏特列是政治保守派，1934年，他在布鲁塞尔《国际经济评论》杂志上发表了关于法国每周40小时工作相关法律的论点。然而，尽管他持有某些反议会的观点，他与那些极端和激进运动保持距离。

## 荣誉
勒夏特列曾获得法国荣誉军团勋章，级别分别为“骑士”（1887）“军官”（1908）“司令”（1919）和“大军官”（1927）